# Paul Jacquet
Pour les articles homonymes, voir Jacquet.
Paul Jacquet, né à Annecy le 10 octobre 1910 et décédé le 31 mai 1989 dans la même ville,  est un architecte français,

## Biographie
Paul Jacquet fait ses études à l'école nationale supérieure des beaux-arts, élève de Victor Laloux et Charles Lemaresquier. Il est diplômé en 1938.
Il est architecte à Annecy et architecte départemental de Haute-Savoie. Il collabore avec Guillaume Gillet et Maurice Novarina .

## Quelques réalisations
1950, la reconstruction du Casino-théâtre d'Annecy détruit en 1981
1954 Le Sommeiller Vaugelas Poste à Annecy
1957 Immeuble La Résidence à Annecy,